# Umjar Mavlichanov
Umjar Abdullovič Mavlichanov (in russo Умяр Абдуллович Мавлиханов?; Mosca, 24 settembre 1937 – Mosca, 14 luglio 1999) è stato uno schermidore sovietico, vincitore di due medaglie d'oro ed una di bronzo nella scherma ai giochi olimpici.